# F-majeur
F-majeur, F grote terts of F-groot (afkorting: F) is een toonsoort met als grondtoon f.

## Toonladder
De voortekening telt één mol: bes. Het is de parallelle toonaard van d-mineur.

## Stemming
Instrumenten als de althobo, de bassethoorn, de hoorn in f, de trompet in f en de bas-Wagnertuba staan gestemd in f. De dubbelhoorn vertoont een combinatie van f en bes.

## Bekende werken in F-majeur
- Das wohltemperierte Klavier (prelude en fuga nr. 11) - Johann Sebastian Bach
- Brandenburgse Concerten nr. 1 & 2 (BWV 1046 & 1047) - Johann Sebastian Bach
- De vier jaargetijden: L'autunno (1723) - Antonio Vivaldi
- Zes van de 104 symfonieën van Joseph Haydn: 17, 40, 58, 67, 79 en 89
- Pianoconcert nr. 19 (1784) - Wolfgang Amadeus Mozart
- Strijkkwartet nr. 1 (1799) en nr. 7 (1806) - Ludwig van Beethoven
- Symfonie nr. 6 (1802-1808) en nr. 8 (1812-1813) - Ludwig van Beethoven
- Symfonie nr. 3 (1883) - Johannes Brahms
- Pianoconcert nr. 2 (1956-1957) - Dmitri Sjostakovitsj
- Concerto In F (1925) - George Gershwin
- An American In Paris (1928) - George Gershwin
- Second Rhapsody (1932) - George Gershwin
- "I Got Rhythm" Variations (1934) - George Gershwin
- Yesterday (1965) en Hey Jude (1968) - The Beatles